# Otto Sauter
Pour les articles homonymes, voir Sauter.
Otto Sauter est un trompettiste allemand né en 1961. 

## Biographie
Spécialiste de la trompette piccolo.  
Formation: 1979-1984: Conservatory Winterthur/Zürich, Swiss avec Prof. Claude Rippas, 1984-1985 Prof. Bo Nilsson Malmo, Suede, 1985-1987 Prof. Pierre Thibaud, Paris, France.  
De 1988 à 1989, il est trompettiste soliste au sein de l'Orchestre Philharmonique de Brême en Allemagne. En 1991, il crée le Festival international de trompette de Brême (concerts avec Maurice André, Montserrat Caballé, Ray Charles et en 1994 l'Académie internationale de trompette de Brême pour les jeunes trompettistes les plus talentueux du monde entier. Otto Sauter joue avec le Philharmonia Orchestra Londres au St. James Palace, en présence du Prince Charles, au Vatican devant le pape Jean-Paul II et dans la Cité interdite de Pékin en Chine. Comme artiste d'EMI Classics il travaille avec des orchestres et artistes comme: Malmö Symphony Orchestra, Beethoven Orchester Bonn, RSO Prag, Tchèque Philharmonie, Bachcollegium Leipzig, Münchner Kammerorchester, Zubin Mehta, Daniel Barenboim, Marcello Viotti, Mikis Theodorakis, Edita Gruberova, Mario Adorf, José Carreras, Ivo Pogorelich, Elena Bashkirova, Montserrat Caballé, Bobby McFerrin, Sting Gitarrist Dominic Miller. 

## Discographie
- Rendez-Vous Royal I - Trompete & Orgel, Otto Sauter (Solo Piccolotrompete), Christian Schmitt (Orgel)
- Rendez-Vous Royal II - Trompete & Orgel, World Premiere Recordings *, Otto Sauter (Solo Piccolotrompete), Christian Schmitt (Orgel), Franz Wagnermeyer (zweite Trompete)
- DVD zur Telemann CD Box, aus dem Schloss Schwetzingen, Otto Sauter (Solo Piccolotrompete), Kurpfälzisches Kammerorchester, Nicol Matt (Dirigent)
- Die Trompete in Salzburg (CD 1/2), Otto Sauter (Solo Piccolotrompete), Franz Wagnermeyer (zweite Trompete), Capella Istropolitana, Nicol Matt (Brilliant Classics)
- Die Trompete in Wien (CD 1/2), Otto Sauter (Solo Piccolotrompete), Franz Wagnermeyer (zweite Trompete), Capella Istropolitana, Nicol Matt (Brilliant Classics)
- Johann Melchior Molter Trumpet Concertos Complete (ca. 1695 - 1765)(2 CD BOX), Otto Sauter (Solo Piccolotrompete), CAPPELLA Istropolitana, Nicol Matt (Dirigent), Franz Wagnermeyer (zweite Trompete) (Brilliant Classics)
- The complete works for trumpet and orchestra of Georg Philipp Telemann (1681 - 1767) (4 CD BOX), Otto Sauter (Solo Piccolotrompete), CAPPELLA Istropolitana, Nicol Matt (Dirigent), Franz Wagnermeyer (zweite Trompete) (Brilliant Classics)
- World of Baroque V, Otto Sauter (Solo Piccolotrompete), Maki Mori (Sopran), Philharmonisches Staatsorchester Halle, Dirigent Marcus Bosch (EMI Classics)
- World of Baroque IV, Otto Sauter (Solo Piccolotrompete), David Timm (Orgel) (EMI Classics)
- World of Baroque III, Otto Sauter (Solo Piccolotrompete), David Timm (Orgel) (EMI Classics)
- World of Baroque II, Otto Sauter (Solo Piccolotrompete), Cappella Istropolitana, Volker Schmidt-Gertenbach (Dirigent) (EMI Classics)
- World of Baroque I, Otto Sauter (Solo Piccolotrompete), Cappella Istropolitana, Volker Schmidt-Gertenbach (Dirigent) (EMI Classics)
- Contrasts for trumpets, Anthony Plog, Otto Sauter, Bo Nilsson, Urban Agnas, Claes Stroemblad, Howard Snell (Leitung)
- Ten of the Best & Friends, Sting Gitarrist Dominic Miller, Level 42 Leyboarder Mike Lindup, Sting Percussionist Rhani Krija
- Playtime Live - Pop Classics, Otto Sauter & Ten of the Best & Nürnberger Symphoniker, István Dénés (Dirigent)
- Ten of the Best - Live in Concert, Otto Sauter & Ten of the Best
- Christmas Melodies, Otto Sauter & Ten of the Best (EMI Classics)